# Neophytos Larkou
Neophytos Larkou (en griego: Νεόφυτος Λάρκου; Lárnaca, 8 de marzo de 1966) es un centrocampista de fútbol chipriota internacional y actualmente es entrenador de fútbol.

## Carrera
Comenzó su carrera en el Pezoporikos pero cuando se fusionó con el EPA Larnaca y se fundó el AEK Larnaca, continuó su carrera en el AEK.

## Carrera internacional
Como futbolista, hizo 41 apariciones con dos goles. En 2009, Asociación de Fútbol de Chipre lo nombró como asistente del entrenador de Angelos Anastasiadis en la Selección de fútbol de Chipre.

## Entrenador
El 15 de abril de 2011 firmó un contrato con el AC Omonia Nicosia y logró llevar al equipo a la final de la Copa de Chipre contra el Apollon Limassol. El Omonoia seguiría adelante y ganaría la final tras una tanda de penaltis.
La temporada 2011-2012 no arrancó sin polémica para Larkou. Si bien tenía al AC Omonia Nicosia en primer lugar, y en el camino correcto, y jugando un excelente fútbol, él, junto con el presidente Miltiadis Neofytou, fueron acusados, por un árbitro, de presuntamente agredirlo después de un partido. Para empeorar aún más las cosas, la Asociación de Fútbol de Chipre no solo los declaró culpables a ambos, sino que decidió disciplinar a Larkou y Neofytou al máximo nivel posible: una prohibición de 6 meses del campo. Esta sería la primera vez en sus 28 años de carrera futbolística que Larkou enfrenta cualquier tipo de suspensión. Después de una serie de resultados desafortunados, Larkou dejó el cargo de entrenador del club el 19 de septiembre de 2012.

## Trofeos

### Entrenador

#### Omonia Nicosia
- Copa de Chipre: 2011 y 2012
- Supercopa de Chipre: 2012